# Glinzendorf
Glinzendorf ist eine kleine Gemeinde mit 357 Einwohnern (Stand 1. Jänner 2024) im Marchfeld (Bezirk Gänserndorf, Niederösterreich). Die namensgebende Ortschaft ist als Angerdorf angelegt, in dessen Mitte die Filialkirche Glinzendorf steht.

## Geografie
Glinzendorf liegt im Marchfeld in Niederösterreich an der Marchegger Ostbahn knapp zehn Kilometer östlich der Wiener Stadtgrenze. Durch den Nordosten der Gemeinde fließt der Rußbach. Die Fläche der Gemeinde umfasst 10,43 Quadratkilometer, davon sind 93 Prozent landwirtschaftliche Nutzfläche, ein Prozent der Fläche ist bewaldet.

### Gemeindegliederung
Es gibt nur die Katastralgemeinde Glinzendorf.

### Nachbargemeinden
|           | Markgrafneusiedl                            | Obersiebenbrunn |
| Großhofen | Kompassrose, die auf Nachbargemeinden zeigt |                 |
|           | Groß-Enzersdorf                             | Leopoldsdorf    |

## Geschichte
Erstmals urkundlich erwähnt wurde Glinzendorf im Jahr 1380.
In der Schlacht bei Wagram wurde der Ort am 5. Juli 1809 von den Franzosen besetzt, die am Abend den Rußbach überquerten. Am folgenden Tag wurde der Ort kurz von den Österreichern unter Radetzky besetzt, die allerdings bald wieder weichen mussten.
Laut Adressbuch von Österreich waren im Jahr 1938 in der Ortsgemeinde Glinzendorf ein Gastwirt, ein Gemischtwarenhändler, ein Müller, ein Sattler, zwei Schmiede, ein Schneider und zahlreiche Landwirte ansässig. Von 1938 bis 1945 war Glinzendorf als Teil des neu geschaffenen 22. Bezirks Groß-Enzersdorf ein Teil von Groß-Wien.

### Einwohnerentwicklung
| Glinzendorf: Einwohnerzahlen von 1869 bis 2024      | Glinzendorf: Einwohnerzahlen von 1869 bis 2024 | Glinzendorf: Einwohnerzahlen von 1869 bis 2024 | Glinzendorf: Einwohnerzahlen von 1869 bis 2024 | Glinzendorf: Einwohnerzahlen von 1869 bis 2024 |
| --------------------------------------------------- | ---------------------------------------------- | ---------------------------------------------- | ---------------------------------------------- | ---------------------------------------------- |
| Jahr                                                |                                                |                                                |                                                | Einwohner                                      |
| 1869                                                | 1869                                           |                                                | 234                                            | 234                                            |
| 1880                                                | 1880                                           |                                                | 242                                            | 242                                            |
| 1890                                                | 1890                                           |                                                | 228                                            | 228                                            |
| 1900                                                | 1900                                           |                                                | 236                                            | 236                                            |
| 1910                                                | 1910                                           |                                                | 262                                            | 262                                            |
| 1923                                                | 1923                                           |                                                | 223                                            | 223                                            |
| 1934                                                | 1934                                           |                                                | 209                                            | 209                                            |
| 1939                                                | 1939                                           |                                                | 334                                            | 334                                            |
| 1951                                                | 1951                                           |                                                | 321                                            | 321                                            |
| 1961                                                | 1961                                           |                                                | 274                                            | 274                                            |
| 1971                                                | 1971                                           |                                                | 282                                            | 282                                            |
| 1981                                                | 1981                                           |                                                | 240                                            | 240                                            |
| 1991                                                | 1991                                           |                                                | 239                                            | 239                                            |
| 2001                                                | 2001                                           |                                                | 255                                            | 255                                            |
| 2011                                                | 2011                                           |                                                | 261                                            | 261                                            |
| 2021                                                | 2021                                           |                                                | 344                                            | 344                                            |
| 2024                                                | 2024                                           |                                                | 357                                            | 357                                            |
| Quelle(n): Statistik Austria, Gebietsstand 1.1.2021 |                                                |                                                |                                                |                                                |

## Kultur und Sehenswürdigkeiten

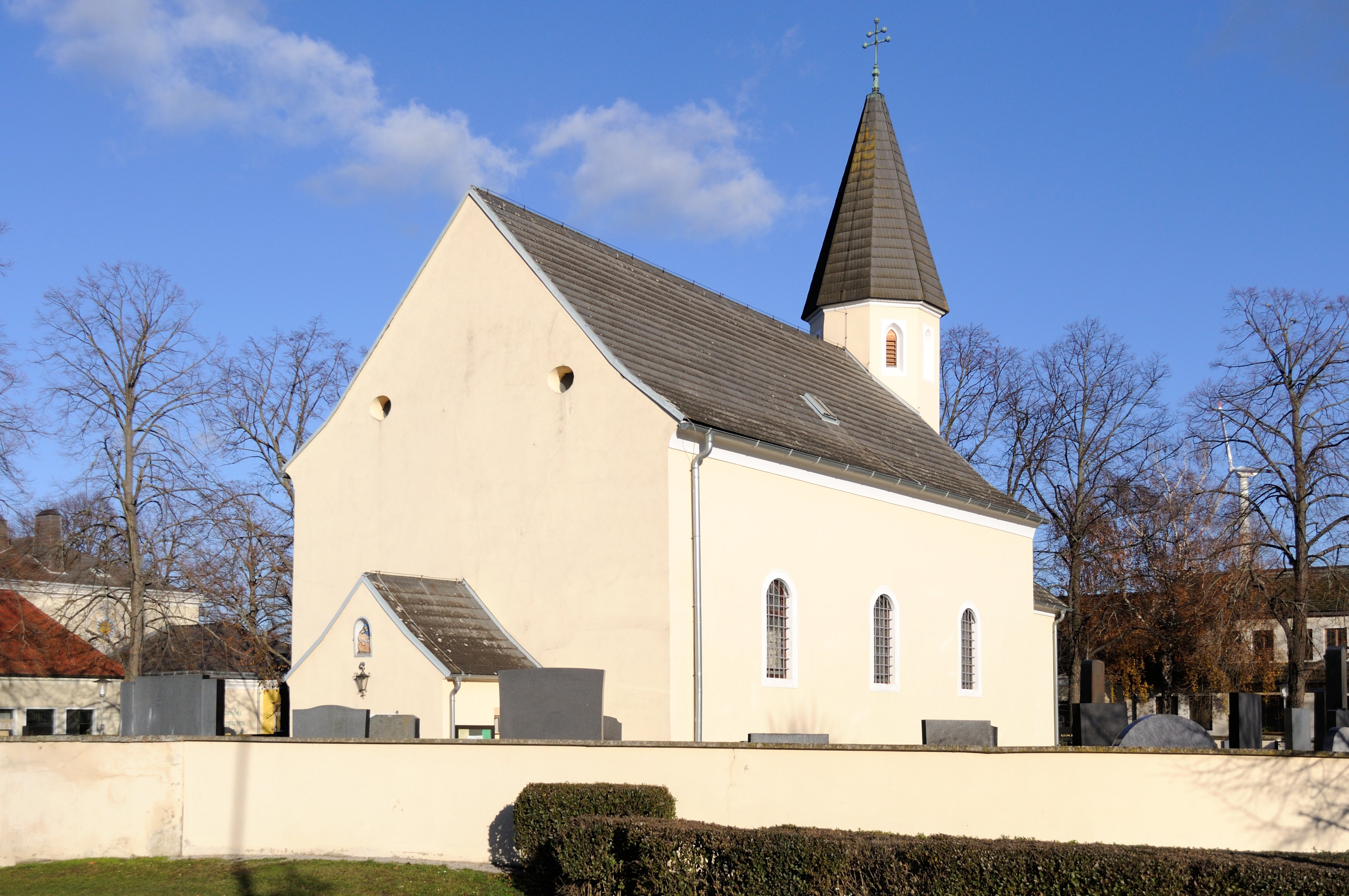
Filialkirche Glinzendorf

- Katholische Filialkirche Glinzendorf hl. Katharina: Die Kirche wurde in der zweiten Hälfte des 13. Jahrhunderts erbaut und ist im Kern romanisch. Ende des 17. Jahrhunderts erfolgte eine Umgestaltung im Stil des Barock. Der klassizistische Hochaltar wurde Anfang des 19. Jahrhunderts geschaffen.

## Wirtschaft und Infrastruktur
Im Jahr 2001 gab es 8 nichtlandwirtschaftliche Arbeitsstätten, nach der Erhebung 1999 gab es 32 land- und forstwirtschaftliche Betriebe. Die Zahl der Erwerbstätigen am Wohnort betrug nach der Volkszählung 2001 120, die Erwerbsquote lag 2001 bei 48 Prozent.

### Wirtschaftssektoren
Von den 29 landwirtschaftlichen Betrieben des Jahres 2010 wurden 23 im Haupterwerb geführt. Im schwach ausgeprägten Produktionssektor gab es nur zwei Betriebe mit einem Mitarbeiter. Der größte Arbeitgeber des Dienstleistungssektors war der Handel mit 114 Erwerbstätigen.
| Wirtschaftssektor            | Anzahl Betriebe | Anzahl Betriebe | Erwerbstätige | Erwerbstätige |
| Wirtschaftssektor            | 2011            | 2001            | 2011          | 2001          |
| ---------------------------- | --------------- | --------------- | ------------- | ------------- |
| Land- und Forstwirtschaft 1) | 29              | 32              | 45            | 58            |
| Produktion                   | 2               | 2               | 1             | 4             |
| Dienstleistung               | 23              | 6               | 133           | 15            |

1) Betriebe mit Fläche in den Jahren 2010 und 1999

### Windpark
Bereits 2012 wurden in Glinzendorf neun Windräder mit einer Gesamtleistung von rund 18 Megawatt in Betrieb genommen. 2016 wurde der Windpark um eine zehnte Anlage erweitert. Wegen einer „Verkettung mehrerer ungewöhnlicher Fehler“ fiel am 9. August 2021 ein 45 langes Rotorblatt eines der 9-jährigen Windräder aus etwa 100 m Nabenhöhe zu Boden. Die Blattspitze beschädigte die Eingangstreppe zum Turm, es wurde niemand verletzt. Am 24. Oktober wurde berichtet, dass Korrosion (Stahlrost) an Blattlager oder der Rotorblattbefestigung (beides liegt an der Wurzel, des um seine Längsachse drehverstellbaren Blatts) aufgetreten war. Ein System zur Überwachung schickte jedoch keine Daten. Als das Blatt abbrach, wurde das Rad abgebremst oder aber als das Überwachungssystem plötzlich doch Daten schickte, wurde das Rad rasch abgebremst und brach daher das Blatt ab. Baugleiche Windräder wurden gestoppt, untersucht, dabei keine Korrosion festgestellt und gingen wieder in Betrieb. Das verunfallte Windrad soll Ende Oktober 2021 mit neuer Nabe und Blättern in Betrieb gehen.

### Verkehr
- Straße: Der Ort liegt an einigen Landstraßen die durch das Marchfeld und Richtung Wien führen.
- Marchegger Ostbahn: Der Ort verfügt über eine eigene Haltestelle, die Ostbahn wird seit 2015 ausgebaut. Die Fertigstellung ist für 2023 geplant.[8] Es halten Regionalzüge Richtung Wien bzw. Marchegg, unter der Woche fahren die Züge im Stundentakt und am Wochenende fährt alle zwei Stunden ein Zug.

### Bildung
Ein niederösterreichischer Landeskindergarten wurde für Glinzendorf und die umliegenden Gemeinden Großhofen, Markgrafneusiedl und Raasdorf nach der Schließung der Volksschule im Jahr 1965 eingerichtet. Im Herbst 2019 wurde der Standort erweitert.

## Politik

### Gemeinderat
| Der Gemeinderat hat 13 Mitglieder. - Mit den Gemeinderatswahlen in Niederösterreich 1990 hatte der Gemeinderat folgende Verteilung: 6 ÖVP, 5 BGÖ und 2 SPÖ. - Mit den Gemeinderatswahlen in Niederösterreich 1995 hatte der Gemeinderat folgende Verteilung: 9 ÖVP, 3 SPÖ und 1 FPÖ. - Mit den Gemeinderatswahlen in Niederösterreich 2000 hatte der Gemeinderat folgende Verteilung: 9 ÖVP, 3 FPÖ und 1 SPÖ. - Mit den Gemeinderatswahlen in Niederösterreich 2005 hatte der Gemeinderat folgende Verteilung: 7 ÖVP, 5 GBL–Glinzendorfer Bürgerliste und 1 SPÖ. - Mit den Gemeinderatswahlen in Niederösterreich 2010 hatte der Gemeinderat folgende Verteilung: 13 ÖVP. - Mit den Gemeinderatswahlen in Niederösterreich 2015 hatte der Gemeinderat folgende Verteilung: 10 ÖVP und 3 FPÖ. - Mit den Gemeinderatswahlen in Niederösterreich 2020 hat der Gemeinderat folgende Verteilung: 11 ÖVP und 2 FPÖ. - Mit den Gemeinderatswahlen in Niederösterreich 2025 hat der Gemeinderat folgende Verteilung: 10 ÖVP und 3 FPÖ. | Hier fehlt eine Grafik, die leider im Moment aus technischen Gründen nicht angezeigt werden kann. Wir arbeiten daran! |

### Bürgermeister
- bis 2010 Hermann Raidl (ÖVP)
- 2010–2011 Erich Iser (ÖVP)[16]
- seit 2011 Andreas Iser-Quirgst[17]